# Joan Mervyn Hussey
Joan Mervyn Hussey (* 5. Juni 1907 in Trowbridge, Wiltshire; † 20. Februar 2006 in Virginia Water, Surrey), bekannt als J. M. Hussey, auch Joan M. Hussey, war eine britische Byzantinistin.

## Leben
Nach dem Schulbesuch an der Trowbridge High School für Mädchen (nunmehr The John of Gaunt School) und am Lycée Victor Duruy in Paris studierte Joan Hussey am St Hugh’s College der University of Oxford. Sie schloss ihre Studien mit einem BA und MA in Zeitgeschichte ab. Nach einer Phase der Supervision bei dem Philosophen William David Ross wechselte sie an die Universität London, wo sie 1935 bei Norman Hepburn Baynes zum PhD promoviert wurde. Von 1934 bis 1935 war sie International Travelling Fellow der Federation of University Women, es folgten von 1935 bis 1937 ein Pfeiffer Research Fellowship am Girton College, University of Cambridge, 1937 bis 1943 eine Assistant Lecturership an der University of Manchester, 1943 bis 1947 eine Lecturership und 1947 bis 1950 eine Readership am Bedford College, London. Von 1950 bis zur Emeritierung 1974 war sie Professor of History am Royal Holloway College der Universität London. Dem St Hugh’s College blieb sie als Member of Council (1940–1946) und von 1968 an als Honorary Fellow verbunden. Von 1961 bis 1971 war sie Präsidentin des British National Committee for Byzantine Studies.
Schon pensioniert, konvertierte Hussey zur katholischen Kirche. Sie blieb unverheiratet und kinderlos.
Hussey arbeitete zur byzantinischen Geschichte und zur Orthodoxen Kirche. Aus ihrer Feder stammen eine  Übersetzung von Georg Ostrogorskys Geschichte des byzantinischen Staates ins Englische und maßgebliche Darstellungen der byzantinischen Welt. Sie fungierte als Herausgeberin des vierten Bandes der Cambridge Medieval History. Sie edierte auch die Tagebücher und Briefe des philhellenischen Historikers George Finlay.
Sie war Mitglied der Society of Antiquaries of London (FSA) und der Royal Historical Society (FRHistS).

## Schriften (Auswahl)
- Church & Learning in the Byzantine Empire, 867–1185. Oxford University Press, New York 1937.
- The Byzantine Empire in the eleventh century. Some different interpretations. In: Transactions of the Royal Historical Society. Band 32, 1950, S. 71–85.
- The writings of John Mauropous. A bibliographical note. In: Byzantinische Zeitschrift. Band 44, 1951, S. 278–282.
- als Übersetzerin: George Ostrogorsky, History of the Byzantine state. Blackwell & Mott, Oxford 1956; 2. Auflage 1968; überarbeitete Auflage 1969.
- als Übersetzerin mit P. A. McNulty: Nicholas Cabasilas, A commentary on the Divine Liturgy. SPCK, London 1960.
- als Hrsg.: The Cambridge Medieval History. Band 4: The Byzantine Empire. Neuauflage, Cambridge University Press, Cambridge 1966–1967.
- The Byzantine World. Hutchinson, London 1957; 2. Auflage 1961; 3. Auflage 1967.
- mit Dimitri Obolensky und Steven Runciman als Hrsg.: Proceedings of the XIIIth International Congress of Byzantine Studies, Oxford, 5–10 September 1966. Oxford University Press, London 1967.
- Ascetics and Humanists in eleventh-century Byzantium. Dr. Williams’s Trust, London 1970.
- The Finlay papers. A Catalogue. Thames & Hudson, London 1973.
- The Orthodox Church in the Byzantine Empire. Clarendon Press, Oxford 1986, ISBN 0-19-826901-3.
- als Hrsg.: The journals and letters of George Finlay. 2 Bände. Porphyrogenitus, Camberley 1995, ISBN 1-871328-07-1.